# جون باول (سياسي)
جون باول (بالإنجليزية: John Paul)‏ هو سياسي أمريكي، ولد في 1758 في الولايات المتحدة، وتوفي في 1830 في ماديسون في الولايات المتحدة. حزبياً، نشط في الحزب الجمهوري الديمقراطي. وقد انتخب عضو مجلس ولاية إنديانا.